# SuperActivo
SuperActivo is het debuutalbum van de Chileense band PapaNegro. Het album was een hit in Chili.

## Tracklist
1. "Papanegro" — 2:39
2. "Suspensión" — 3:48
3. "Alegre" — 4:03
4. "Cortentrete" — 3:15
5. "Mitch and mitch" — 0:04
6. "Emotion" — 2:50
7. "Todo está bien" — 3:23
8. "Mario Teme" — 4:25
9. "Drama" — 1:03
10. "Soul on Attack" — 3:20
11. "Cronnos" — 4:05
12. "Violeta Madrugada" — 4:19
13. "WokMan" — 3:09
14. "Vientre Mar" — 3:09
15. "Piririsoso" — 3:23
16. "Yuwirisloin" — 3:47